# Oliver Turvey
Oliver Turvey, född 1 april 1987 i Penrith, är en brittisk racerförare som kör för NIO i Formel E.

## Racingkarriär
Turvey körde i det brittiska F3-mästerskapet för Carlin Motorsport 2008, där den tidigare osponsrade Turvey fick en chans att nå toppen. 
Han lyckades så bra att han ledde mästerskapet inför den sista omgången. Tidigare hade han inte kunnat satsa på racing, men fick nu den möjligheten tack vare Racing Steps Foundation.
Turvey kör numera för Carlin Motorsport i Formula Renault 3.5 Series.